# Heilig Sacramentskerk (Luik)

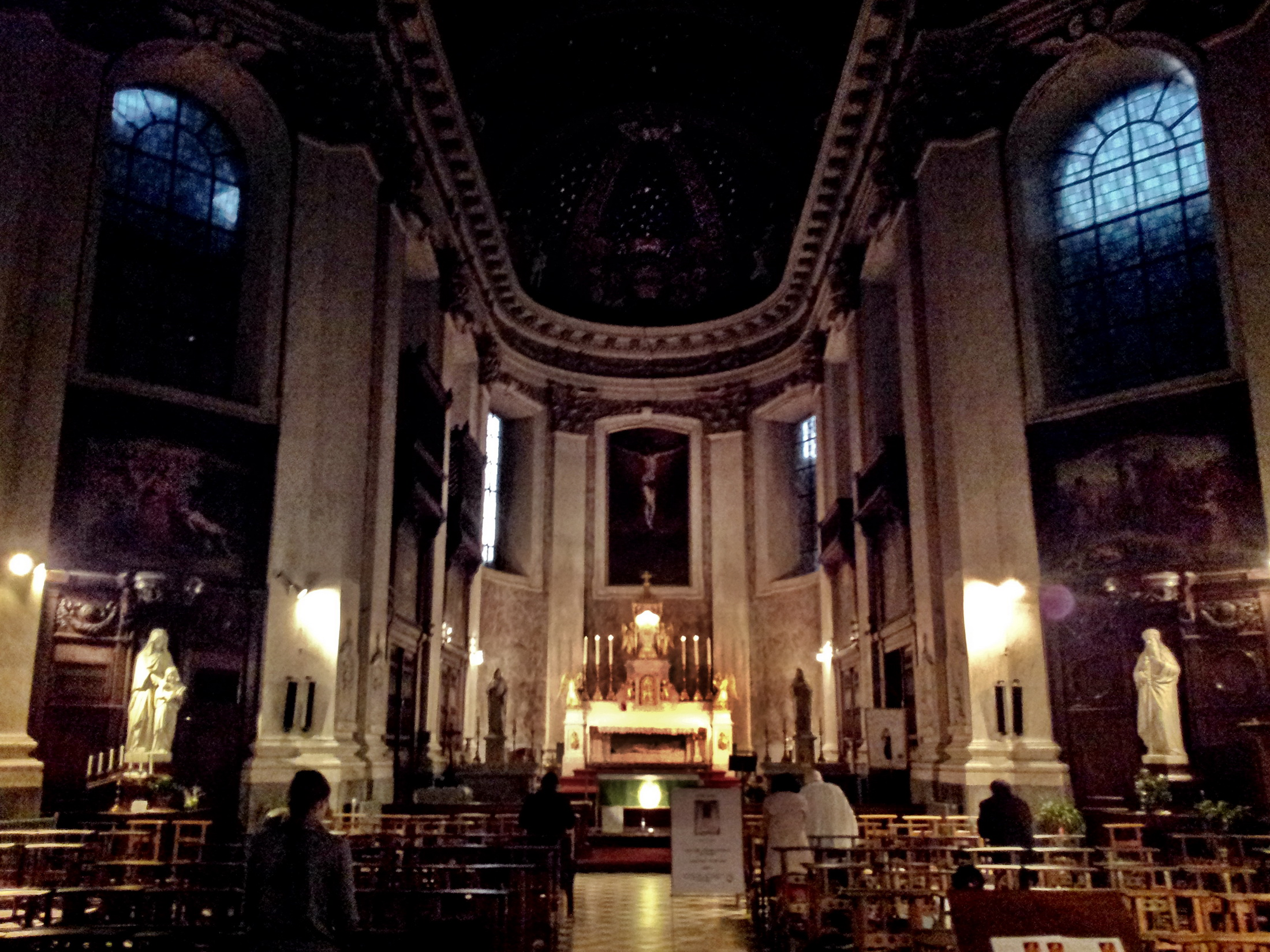
Heilig Sacramentskerk, interieur

De Heilig Sacramentskerk (Église du Saint-Sacrament) is een kerkgebouw in de Luikse buurt Avroy, gelegen aan Boulevard d'Avroy 132.
Deze kerk maakte als Sint-Annakerk (Église Sainte-Anne) deel uit van het Luikse Augustijnenklooster, totdat dit in 1796 werd opgeheven.

## Geschiedenis
De kerk werd ingewijd in 1527, maar in de tweede helft van de 18e eeuw wenste men een nieuw kerkgebouw. Naar ontwerp van Jacques-Barthélemy Renoz begon men in 1766 met de bouw van een nieuwe kerk. In 1796 werd de abdij opgeheven en de kerk werd gebruik als voorraadschuur voor paardenvoer. De kerk werd verder nog gebruikt als paardenstal, cementfabriek en houtopslagplaats. In 1859 aangekocht door de weduwe Dumonceau, teneinde de kerk voor sloop te behoeden. In de daaropvolgende jaren werd de kerk, onder leiding van L. Demany, hersteld en in de 18e-eeuwse staat teruggebracht. In 1866 werd de kerk opnieuw ingewijd, opnieuw als Sint-Annakerk.
In 1867 kwamen er Benedictinessen van het Heilige Sacrament, afkomstig van Brussel in de voormalige abdijgebouwen, en ging de kerk verder als Heilig Sacramentskerk. De Rue du Jardin Botanique en de Rue des Augustins werden langs het abdijterrein aangelegd.
In 1967 startte een nieuw restauratieproject, maar spoedig daarna vertrokken de zusters naar Brussel. Het complex werd aangekocht door een bisschoppelijke instelling, doch tien jaar later verkocht. Het werd aangekocht door een groep gelovigen die er de eredienst in stand hielden.
De kloostergebouwen echter, werden in 2014 in gebruik genomen door diverse kantoren, klinieken en appartementen.

## Gebouw
De kerk heeft een achthoekig schip, overdekt door een koepel. Er is een classicistische voorgevel. Twee transeptarmen en een koor ontspringen uit het schip. Achter het koor is een klokkentoren gebouwd, bestaande uit drie verdiepingen en voorzien van een leien dak met een kleine lantaarn.
De voorgevel is uitgevoerd in Naamse steen, bevat vier pilasters en een fronton. De eikenhouten deur toont twee bas-reliëfs, welke Sint-Augustinus en Sint-Jan de Evangelist voorstellen. Het frontoon toont het wapenschild van Karel Nicolaas Alexander d'Oultremont, die prinsbisschop was van 1763-1771.